# 덕신이피씨
덕신이피씨(Duckshin EPC Co., Ltd.)은 대한민국의 데크플레이트 생산 및 시공 기업이다. 본사는 충청남도 천안시 동남구 수신면 수신로 485-34에 위치해 있으며 대표이사는 유희성이다.

## 역사
1980년 1월 3일 덕신상사로 설립돼 1990년 덕신철강으로 법인 전환, 1995년 덕신철강공업, 2006년 덕신하우징, 그리고 현재의 사명으로 변경하였다.

## 상장
2014년 8월 1일 현대증권을 주관사로 공모가 13,000원에 상장하였다.

## 같이 보기
- 데크플레이트
- 에스와이스틸텍

## 참고 문헌
1. ↑  김명환 덕신하우징 회장, 실종아동가족에 1120만원 지원, 대한국경제제, 2023-12-26
2. ↑  덕신하우징, 美 조지아주에 '200억원 투자' 신규 생산시설 만든다, 더구루, 2023.08.04
3. ↑  박진용, 사명 새로 바꾼 덕신하우징…‘덕신EPC’로 해외공략 확대, 서울경제, 2024.04.09
4. ↑  윤혁진, 유진투자증권 기업분석 덕신하우징, 2014. 07. 16